# 圣司提反堂 (米卢斯)

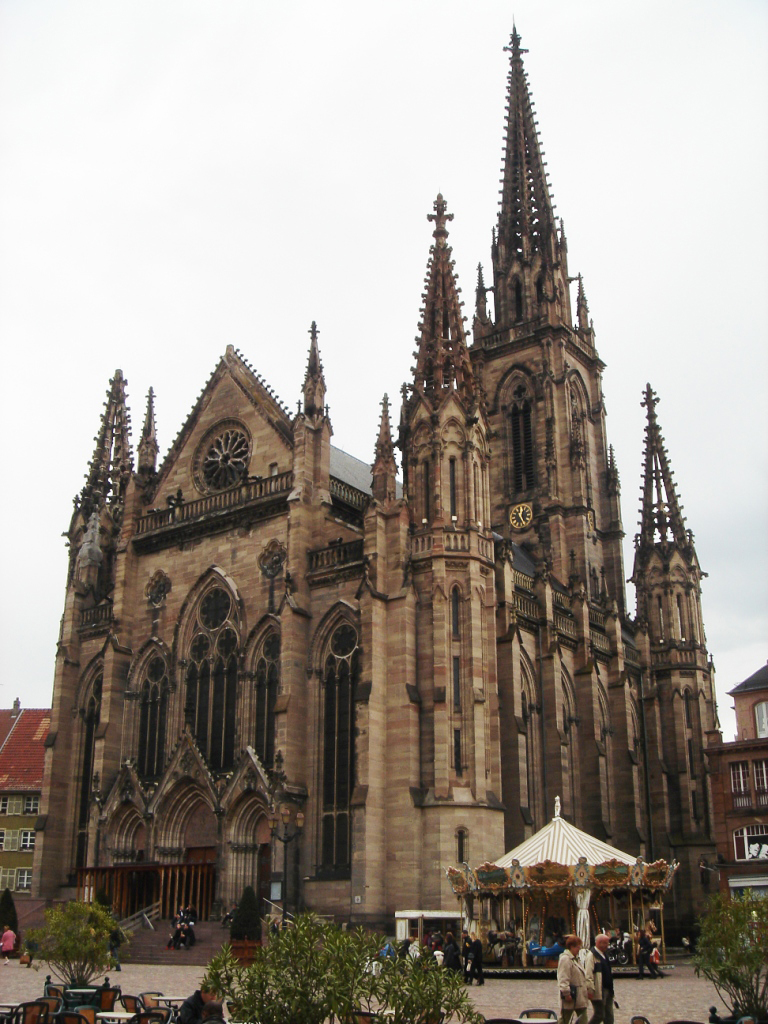
米卢斯圣司提反堂

圣司提反堂（阿尔萨斯语：Schtefànskerch）是位於法國米盧斯的一座教堂，也是米路斯主要的歸正宗教堂。圣司提反堂的尖塔高達97米。教堂的歷史可以追溯自12世紀，現在的教堂建築則修建於1858年。

## 外部連結
维基共享资源上的相關多媒體資源：圣司提反堂
- Website of the parish （法文）
- History of the church, with contemporary pictures （法文）
- Exterior and interior views （页面存档备份，存于）
- The Walcker organ （法文）
- The choir organ （法文）

47°44′50″N 7°20′20″E / 47.74722°N 7.33889°E